# Rbaa El Fouki
Rbaa El Fouki  (in arabo الربع الفوقي‎?) è un centro abitato e comune rurale del Marocco situato nella provincia di Taza, regione di Fès-Meknès. Conta una popolazione di 7 144 abitanti (censimento 2014).